# Georg Muzalon
Georg Muzalon (mittelgriechisch Γεώργιος Μουζάλων, romanisiert Geōrgios Mouzalōn; * um 1220 in Adramyttion; † 25. August 1258 bei Nymphaion) war der wichtigste Berater des byzantinischen Exil-Kaisers Theodor II. Laskaris.

## Leben
Georg gehörte der nicht-adeligen Familie Muzalon an, die in den Quellen zuerst im 11. Jahrhundert erscheint; ihr prominentestes Mitglied war der Patriarch Nikolaus IV. (1147–1151). Die Familie emigrierte nach der Eroberung Konstantinopels durch die Kreuzfahrer im April 1204 nach Kleinasien, wo die Laskariden das Kaiserreich Nikaia als Nachfolgestaat des Byzantinischen Reiches gründeten. 
Obgleich die Muzalones nicht der führenden Aristokratie angehörten, gelangten Georg und seine Brüder Theodor und Andronikos am Hof von Kaiser Johannes III. in die engste Umgebung des Kronprinzen Theodor; möglicherweise wurden sie gemeinsam mit dem Thronfolger von dem Gelehrten Nikephoros Blemmydes erzogen. Nach Theodors Kaiserkrönung 1254 in Nymphaion übernahm Georg Muzalon als Megas Domestikos das Oberkommando über die nikäischen Streitkräfte; seine Brüder avancierten zum Protovestiarios bzw. Protokynegos. Er wurde der wichtigste Berater des jungen Kaisers; als dieser 1255 einen Feldzug anführte, überließ er Georg die Regierungsgeschäfte. Nach seiner Rückkehr ernannte Theodor II. seinen Vertrauten darüber hinaus zum Protosebastos und Protovestiarios und verlieh ihm die eigens neu geschaffene Würde eines Megas Stratopedarches; Andronikos Muzalon löste seinen Bruder als Megas Domestikos ab.
Der Aufstieg der Muzalones erregte das Missfallen der etablierten Adelsfamilien, zumal Theodor II. seinen Günstlingen auch noch aristokratische Ehegattinnen verschaffte: So wurde Georg Muzalon 1256 mit Theodora Kantakuzene verheiratet, einer Nichte des ehrgeizigen Michael Palaiologos. Auf dem Sterbebett bestellte ihn Theodor II. im August 1258 testamentarisch zum Vormund des achtjährigen Kronprinzen Johannes IV., eventuell gemeinsam mit dem Patriarchen Arsenios Autoreianos – eine Entscheidung, die den Adel weiter gegen den Emporkömmling aufbrachte.
Nach dem Tod des Kaisers befand sich Georg Muzalon als Regent in einer prekären Situation, da er nicht nur die Aristokratie gegen sich hatte, sondern  auch bedeutende Teile des Klerus und die unzufriedenen lateinischen Söldner, die von Michael Palaiologos befehligt wurden. In diesem Bewusstsein berief er eine Versammlung führender Aristokraten, ziviler und militärischer Amtsträger ein und bot seinen Rücktritt an, ließ sich dann aber durch deren Treueschwüre zum Verbleib ihm Amt bewegen. Gleichzeitig hatte sich jedoch schon eine Verschwörung formiert mit dem Ziel, Muzalon als Regenten abzusetzen, wobei Palaiologos offensichtlich im Hintergrund die Fäden zog. Bei einem Gedenkgottesdienst für den verstorbenen Kaiser am 25. August 1258 im Sosandrakloster bei Nymphaion wurde er von einem Mob aufgebrachter Söldner umgebracht, ebenso sein Bruder Andronikos, sein Sekretär Theophylaktos und ein namentlich nicht bekannter Schwager. 
Auf Muzalons Ermordung folgte eine Säuberungswelle, der eine Reihe weiterer Protegés des verstorbenen Theodor II. zum Opfer fielen, darunter der Protostrator Johannes Angelos; Georgios Akropolites überlebte, weil er sich im Despotat Epirus in Haft befand. In der Folgezeit baute Michael Palaiologos seine Machtposition in Nikaia aus: Im Frühjahr 1259 verdrängte er den jungen Johannes IV. vom Kaiserthron und begründete nach der Rückeroberung von Konstantinopel 1261 die Palaiologendynastie.